# Senado de Virginia Occidental
La Senado de Virginia Occidental es la Cámara Alta de la Legislatura Estatal del Estado de Virginia Occidental, Estados Unidos.

## Composición
La Cámara está compuesta por 24 miembros representando aproximadamente a cada 3.000 habitantes. Los miembros son electos por períodos de dos años con posibilidad de reelección consecutiva e indefinida.

## Presidente del senado
El Senado elige a su propio presidente entre sus miembros. Craig Blair es actualmente el presidente del Senado de Virginia Occidental.
Si bien la Constitución de Virginia Occidental no crea ni siquiera menciona el título de vicegobernador , el Código de Virginia Occidental 6A-1-4 crea esta designación para el presidente del Senado, que ocupa el primer lugar en la línea de sucesión al cargo de gobernador. Como se establece en el Artículo 7 Sección 16 de la constitución: "En caso de muerte, condena o juicio político, falta de calificación, renuncia u otra discapacidad del gobernador, el presidente del Senado actuará como gobernador hasta que se llene la vacante. o la discapacidad eliminada ". Sin embargo, el presidente del Senado no siempre podrá servir el resto del mandato, ya que la constitución también establece: "Siempre que se produzca una vacante en el cargo de gobernador antes de que hayan expirado los primeros tres años del mandato, se llevará a cabo una nueva elección para gobernador. lugar para cubrir la vacante ".
Composición actual
85 ° Legislatura (2021-2022)
| Afiliación                    | Fiesta (El sombreado indica un grupo mayoritario) | Fiesta (El sombreado indica un grupo mayoritario) | Total |         |
| ----------------------------- | ------------------------------------------------- | ------------------------------------------------- | ----- | ------- |
| Afiliación                    |                                                   |                                                   | Total |         |
| Afiliación                    | Republicano                                       | Democrático                                       | Total | Vacante |
| Inicio de la Legislatura 82.ª | 18                                                | dieciséis                                         | 34    | 0       |
| Fin de la 82.ª Legislatura    | 18                                                | dieciséis                                         | 34    | 0       |
|                               |                                                   |                                                   |       |         |
| Inicio de la 83.ª Legislatura | 22                                                | 12                                                | 34    | 0       |
| Fin de la 83.ª Legislatura    | 22                                                | 12                                                | 34    | 0       |
|                               |                                                   |                                                   |       |         |
| Inicio de la 84.ª Legislatura | 20                                                | 14                                                | 34    | 0       |
| Fin de la 84.ª Legislatura    | 20                                                | 14                                                | 34    | 0       |
|                               |                                                   |                                                   |       |         |
| Inicio de la 85a Legislatura  | 23                                                | 11                                                | 34    | 0       |
| Último porcentaje de votos    | 67,65%                                            | 32,35%                                            | 34    | 0       |

## Liderazgo del 85o Senado de Virginia Occidental
| Posición                               | Nombre          | Fiesta      | Distrito | condado        |
| -------------------------------------- | --------------- | ----------- | -------- | -------------- |
| Presidente del Senado / Vicegobernador | Craig Blair     | Republicano | 15       | Berkeley Co.   |
| Presidente Pro Tempore                 | Donna Boley     | Republicano | 3        | Pleasants Co.  |
| Líder de la mayoría                    | Tom Takubo      | Republicano | 17       | Kanawha Co.    |
| Líder de la minoría                    | Stephen Baldwin | Democrático | 10       | Greenbrier Co. |
| Látigo de la mayoría                   | Ryan Weld       | Republicano | 1        | Brooke Co.     |
| Látigo de la minoría                   | Mike Woelfel    | Democrático | 5        | Cabell Co.     |

## Miembros del 85 ° Senado de Virginia Occidental
| Distrito | Senador                 | Fiesta      | Desde | Residencia       | Condados representados                                                                   |
| -------- | ----------------------- | ----------- | ----- | ---------------- | ---------------------------------------------------------------------------------------- |
| 1        | William J. Ihlenfeld II | Democrático | 2018  | Wheeling         | Brooke , Hancock , Ohio , Marshall                                                       |
| 1        | Ryan Weld               | Republicano | 2016  | Wellsburg        | Brooke , Hancock , Ohio , Marshall                                                       |
| 2        | Charles H. Clements     | Republicano | 2016  | New Martinsville | Calhoun , Doddridge , Gilmer , Marion , Marshall , Monongalia , Ritchie , Tyler , Wetzel |
| 2        | Mike Maroney            | Republicano | 2016  | Glen Dale        | Calhoun , Doddridge , Gilmer , Marion , Marshall , Monongalia , Ritchie , Tyler , Wetzel |
| 3        | Mike Azinger            | Republicano | 2016  | Viena            | Agradable , Roane , Wirt , Madera                                                        |
| 3        | Donna Boley             | Republicano | 1985  | Santa María      | Agradable , Roane , Wirt , Madera                                                        |
| 4        | Amy Grady               | Republicano | 2020  | León             | Jackson , Mason , Putnam , Roane                                                         |
| 4        | Eric Tarr               | Republicano | 2018  | Scott Depot      | Jackson , Mason , Putnam , Roane                                                         |
| 5        | Robert H. Plymale       | Democrático | 1992  | Huntington       | Cabell , Wayne                                                                           |
| 5        | Mike Woelfel            | Democrático | 2014  | Huntington       | Cabell , Wayne                                                                           |
| 6        | Mark R. Maynard         | Republicano | 2014  | Génova           | McDowell , Mercer , Mingo , Wayne                                                        |
| 6        | Chandler Swope          | Republicano | 2016  | Campo azul       | McDowell , Mercer , Mingo , Wayne                                                        |
| 7        | Rupie Phillips          | Republicano | 2020  | Lorado           | Boone , Lincoln , Logan , Mingo , Wayne                                                  |
| 7        | Ron Stollings           | Democrático | 2006  | Madison          | Boone , Lincoln , Logan , Mingo , Wayne                                                  |
| 8        | Glenn Jeffries          | Democrático | 2016  | casa Roja        | Kanawha , Putnam                                                                         |
| 8        | Richard Lindsay         | Democrático | 2018  | charlestón       | Kanawha , Putnam                                                                         |
| 9        | Rollan Roberts          | Republicano | 2018  | Castor           | McDowell , Raleigh , Wyoming                                                             |
| 9        | David Stover            | Republicano | 2020  | Maben            | McDowell , Raleigh , Wyoming                                                             |
| 10       | Stephen Baldwin         | Democrático | 2017  | Ronceverte       | Fayette , Greenbrier , Monroe , Veranos                                                  |
| 10       | Jack Woodrum            | Republicano | 2020  | Hinton           | Fayette , Greenbrier , Monroe , Veranos                                                  |
| 11       | Bill Hamilton           | Republicano | 2018  | Buckhannon       | Grant , Nicolás , Pendleton , Pocahontas , Randolph , Upshur , Webster                   |
| 11       | Robert L. Karnes        | Republicano | 2020  | Helvetia         | Grant , Nicolás , Pendleton , Pocahontas , Randolph , Upshur , Webster                   |
| 12       | Patrick S. Martin       | Republicano | 2020  | Jane Lew         | Braxton , arcilla , Gilmer , Harrison , Lewis                                            |
| 12       | Mike Romano             | Democrático | 2014  | Bridgeport       | Braxton , arcilla , Gilmer , Harrison , Lewis                                            |
| 13       | Bob Beach               | Democrático | 2010  | Morgantown       | Marion , Monongalia                                                                      |
| 13       | Mike Caputo             | Democrático | 2020  | Rivesville       | Marion , Monongalia                                                                      |
| 14       | Randy Smith             | Republicano | 2016  | Thomas           | Barbour , Grant , Hardy , Mineral , Monongalia , Preston , Taylor , Tucker               |
| 14       | David Sypolt            | Republicano | 2006  | Kingwood         | Barbour , Grant , Hardy , Mineral , Monongalia , Preston , Taylor , Tucker               |
| 15       | Craig Blair             | Republicano | 2012  | Martinsburg      | Berkeley , Hampshire , Minerales , Morgan                                                |
| 15       | Charles S. Trump        | Republicano | 2014  | Berkeley Springs | Berkeley , Hampshire , Minerales , Morgan                                                |
| 16       | Patricia Rucker         | Republicano | 2016  | Ferry de Harpers | Berkeley , Jefferson                                                                     |
| 16       | John Unger              | Democrático | 1998  | Martinsburg      | Berkeley , Jefferson                                                                     |
| 17       | Eric Nelson             | Republicano | 2020  | charlestón       | Kanawha                                                                                  |
| 17       | Tom Takubo              | Republicano | 2014  | charlestón       | Kanawha                                                                                  |